# 威爾莫特 (印地安納州)
威爾莫特（英語：Wilmot）是位於美國印地安納州諾布爾縣的一個非建制地區。該地的面積和人口皆未知。

## 地理
威爾莫特所處的海拔為高於海平面272米（即892英呎），而該地所採用的時區為UTC-5，即北美東部時區（EST）。同時該地設有夏令時間，為UTC-5調快一小時，即UTC-4（EDT）。

## 歷史
威爾莫特得名自位當地的一個鋸木廠。於該地的郵政局於1850年開始啟用，但於1911年停止運作。